# Retour de flamme (film, 2018)
Pour le film de 1943, voir Retour de flamme (film).
Pour plus de détails, voir Fiche technique et Distribution.
Retour de flamme est une comédie romantique argentine réalisée par Juan Vera, sortie en 2018. Interprétée par Mercedes Morán et Ricardo Darín, elle relate la vie d'un couple de  quinquagénaires qui vient de divorcer.

## Synopsis
Mariés depuis 25 ans, Ana et Marcos forment un couple harmonieux. Mais lorsque leur fils quitte la maison pour faire des études à l'étranger, son absence met à jour la vacuité de leur union et, d'un commun accord, ils décident de divorcer.
Leur liberté retrouvée, ils profitent pleinement des plaisirs de la séductions et des réjouissances du sexe. Mais le temps passant, cela leur semble de moins en moins excitant et ils regrettent leur ancienne complicité.

## Fiche technique
- Titre original : El amor menos pensado
- Titre français : Retour de flamme
- Réalisation : Juan Vera
- Scénario : Juan Vera et Daniel Cúparo
- Décors :
- Costumes :
- Photographie : Rodrigo Pulpeiro
- Montage : Pablo Barbieri Carrera
- Musique :
- Production : Chino Darín, Ricardo Darín, Christian Faillace, Juan Pablo Galli, Federico Posternak et Juan Vera
  - Production associée : Cindy Teperman
  - Production exécutive : Juan Lovece
- Sociétés de production : Patagonik Film Group
- Société de distribution : Eurozoom (France)
- Pays d'origine :  Argentine
- Langue originale : espagnol
- Format : couleur
- Genre : comédie romantique, comédie de remariage
- Durée : 136 minutes (2 h 16)
- Dates de sortie :
  - Argentine : 2 août 2018
  - Espagne : 21 septembre 2018 (Festival de Saint-Sébastien), 30 novembre 2018 (sortie nationale)
  - Suisse : 21 septembre 2018 (Zurich)
  - France : 8 mai 2019

## Distribution
- Ricardo Darín : Marcos
- Mercedes Morán : Ana
- Claudia Fontán : Lili
- Jean-Pierre Noher : Eloy
- Andrea Pietra : Celia
- Claudia Lapacó : Cora
- Gabriel Corrado : Fabian
- Norman Briski : Rafael
- Juan Minujín : Anselmo
- Andrés Gil : Luciano

## Postérité
En 2023, le film donne lieu à un remake français, Nouveau Départ de Philippe Lefebvre avec Franck Dubosc et Karin Viard.